# J-POP青春の'80
『J-POP青春の'80』（ジェイポップせいしゅんのエイティー）は、NHK BSプレミアムで放送された音楽番組。進行役はミュージシャンの大友康平、NHKのアナウンサーの橋本奈穂子（2011年度）、西堀裕美（2012年度）。

## 概要
1980年を中心に1970年代から1990年代にヒットしたJ-POPを、ゲスト歌手3組程度を招き、NHK放送センターにおいて公開収録を行った。進行役を務めた大友は、HOUND DOG名義で歌唱を披露することもあった。
2012年1月19日にNHKホールにて「大集合！J-POP青春の'80 〜音楽はタイムマシン！〜」の公開収録が行われ、20組のアーティストが出演した。
「大集合！J-POP青春の80s」は、放送終了後も歌謡ポップスチャンネルにて再放送されている（不定期）。

## 放送時間
2011年度
- 木曜日 20:00 - 20:58
  - 火曜日 16:00（再放送）

2012年度
- 金曜日 22:00 - 22:59[† 3][† 4]
  - 日曜日 13:00 / 火曜日 23:45（再放送）

大集合J-POP青春の'80
- 2012年3月30日：22:00 - 24:00
- 2012年4月1日：13:00（再放送）

## 進行役
- 大友康平（2011年年度、2012年度）
- 橋本奈穂子（2011年年度）
- 西堀裕美（2012年度）
- 半田健人（2012年度「半田健人のJ-POP講座」コーナー担当）